# ناحیه أمیه ونسه
ناحیه أمیه ونسه (به عربی: دائرة أمیه ونسة) یک ناحیه در الجزایر است که در استان الوادی واقع شده‌است.

## خصوصیات
ناحیه أمیه ونسه ۲۲٬۴۲۳ نفر جمعیت دارد.